# آدریانو مونز
آدریانو مونز (به پرتغالی: Adriano Afonso Thiel Munoz) مهاجم اهل برزیل است که در شهر Itapiranga و در تاریخ ۲۳ ژوئیهٔ ۱۹۷۸ به دنیا آمده‌است.
آدریانو مونز در تیم‌های فوتبال Atlantis، AC Allianssi، MyPa ، Sandefjord، Tromsø، Örebro، کروزیرو، PS Kemi، OPS، Lajeadense، TP- سابقهٔ حضور دارد.